# Chung kết Giải vô địch bóng đá nữ châu Âu 2017
Chung kết Giải vô địch bóng đá nữ châu Âu 2017 là trận đấu bóng đá nhằm xác định nhà vô địch của Giải vô địch bóng đá nữ châu Âu 2017. Trận đấu diễn ra vào ngày 6 tháng 8 năm 2017 tại sân vận động De Grolsch Veste thuộc Enschede, Hà Lan giữa chủ nhà Hà Lan và Đan Mạch
Hà Lan giành chức vô địch châu Âu với chiến thắng 4–2.

## Bối cảnh
Cả Hà Lan và Đan Mạch đều lần đầu tiên góp mặt trong một trận chung kết Euro. Đây cũng là lần đầu tiên kể từ năm 1993 Đức không giành chức vô địch của giải và không có tên trong trận chung kết.
Hà Lan và Đan Mạch từng gặp nhau tại vòng bảng bảng A với chiến thắng 1-0 thuộc về Hà Lan nhờ pha lập công từ chấm 11 m của Sherida Spitse.

## Đường tới chung kết
| VT | Đội        | ST | Đ |
| -- | ---------- | -- | - |
| 1  | Hà Lan (H) | 3  | 9 |
| 2  | Đan Mạch   | 3  | 6 |
| 3  | Bỉ         | 3  | 3 |
| 4  | Na Uy      | 3  | 0 |

| VT | Đội        | ST | Đ |
| -- | ---------- | -- | - |
| 1  | Hà Lan (H) | 3  | 9 |
| 2  | Đan Mạch   | 3  | 6 |
| 3  | Bỉ         | 3  | 3 |
| 4  | Na Uy      | 3  | 0 |

## Trận đấu

### Chi tiết
| Hà Lan                                        | 4–2      | Đan Mạch                        |
| --------------------------------------------- | -------- | ------------------------------- |
| - Miedema 10', 89' - Martens 28' - Spitse 51' | Chi tiết | - Nadim 6' (ph.đ.) - Harder 33' |

| Hà Lan | Đan Mạch |

| TM               | 1  | Sari van Veenendaal    |     |       |
| HVP              | 2  | Desiree van Lunteren   |     | 57'   |
| TrV              | 6  | Anouk Dekker           | 43' |       |
| TrV              | 3  | Stefanie van der Gragt | 72' |       |
| HVT              | 5  | Kika van Es            |     | 90+4' |
| TVG              | 14 | Jackie Groenen         | 21' |       |
| TVG              | 10 | Daniëlle van de Donk   |     |       |
| TVG              | 8  | Sherida Spitse (c)     |     |       |
| TĐP              | 7  | Shanice van de Sanden  |     | 90'   |
| TĐ               | 9  | Vivianne Miedema       |     |       |
| TĐT              | 11 | Lieke Martens          |     |       |
| Thay người:      |    |                        |     |       |
| HV               | 20 | Dominique Janssen      |     | 57'   |
| TĐ               | 13 | Renate Jansen          |     | 90'   |
| HV               | 4  | Mandy van den Berg     |     | 90+4' |
| Huấn luyện viên: |    |                        |     |       |
| Sarina Wiegman   |    |                        |     |       |

| TM               | 1  | Stina Lykke Petersen      |     |     |
| HVP              | 8  | Theresa Nielsen           |     |     |
| TrV              | 5  | Simone Boye Sørensen      |     | 77' |
| TrV              | 12 | Stine Larsen              |     |     |
| HVT              | 19 | Cecilie Sandvej           |     |     |
| TVP              | 7  | Sanne Troelsgaard Nielsen |     |     |
| TVG              | 4  | Maja Kildemoes            |     | 61' |
| TVG              | 13 | Sofie Junge Pedersen      |     | 82' |
| TVT              | 11 | Katrine Veje              |     |     |
| TĐ               | 10 | Pernille Harder (c)       |     |     |
| TĐ               | 9  | Nadia Nadim               | 45' |     |
| Thay người:      |    |                           |     |     |
| HV               | 15 | Frederikke Thøgersen      |     | 61' |
| HV               | 2  | Line Røddik Hansen        |     | 77' |
| TV               | 6  | Nanna Christiansen        |     | 82' |
| Huấn luyện viên: |    |                           |     |     |
| Nils Nielsen     |    |                           |     |     |

| Cầu thủ xuất sắc nhất trận: Sherida Spitse (Hà Lan) Trợ lý trọng tài:' Belinda Brem (Thụy Sĩ) Sanja Rodjak Karšić (Croatia) Trọng tài thứ tư: Bibiana Steinhaus (Đức) Trọng tài thứ năm: Katrin Rafalski (Đức) | Quy tắc - 90 phút. - 30 phút hiệp phụ nếu cần thiết. - Sút luân lưu nếu vẫn hòa. - Tối đa ba lần thay người, được thay người thứ tư trong hiệp phụ. |

### Thống kê
| Thông số       | Hà Lan | Đan Mạch |
| -------------- | ------ | -------- |
| Bàn thắng      | 4      | 2        |
| Sút            | 10     | 11       |
| Sút trúng đích | 7      | 4        |
| Cứu thua       | 1      | 2        |
| Kiểm soát bóng | 50%    | 50%      |
| Phạt góc       | 0      | 4        |
| Lỗi            | 16     | 10       |
| Việt vị        | 0      | 2        |
| Thẻ vàng       | 3      | 1        |
| Thẻ đỏ         | 0      | 0        |